# Église Saint-Fuscien de Saleux
Pour les articles homonymes, voir Église Saint-Fuscien.
L'église Saint-Fuscien de Saleux est une église catholique située à Saleux, dans le département de la Somme, en France, dans la communauté d'agglomération Amiens Métropole.

## Historique
En 1867, on projeta de construire une nouvelle église à Saleux, Victor Delefortrie en dressa les plans. Les travaux débutèrent en 1869. Un ouragan l’endommagea, en 1876. L'église fut restaurée en 1878.

## Caractéristiques
L'église est construite en brique avec les éléments saillants en pierre, selon un plan basilical traditionnel. Elle est de style néogothique et la façade occidentale est surmontée d'un clocher-porche terminé en flèche quadrangulaire, recouverte d'ardoises. Deux tourelles encadrent la façade et le tympan du porche est ouvragé.
Six gargouilles hérissent le clocher.

## Photos

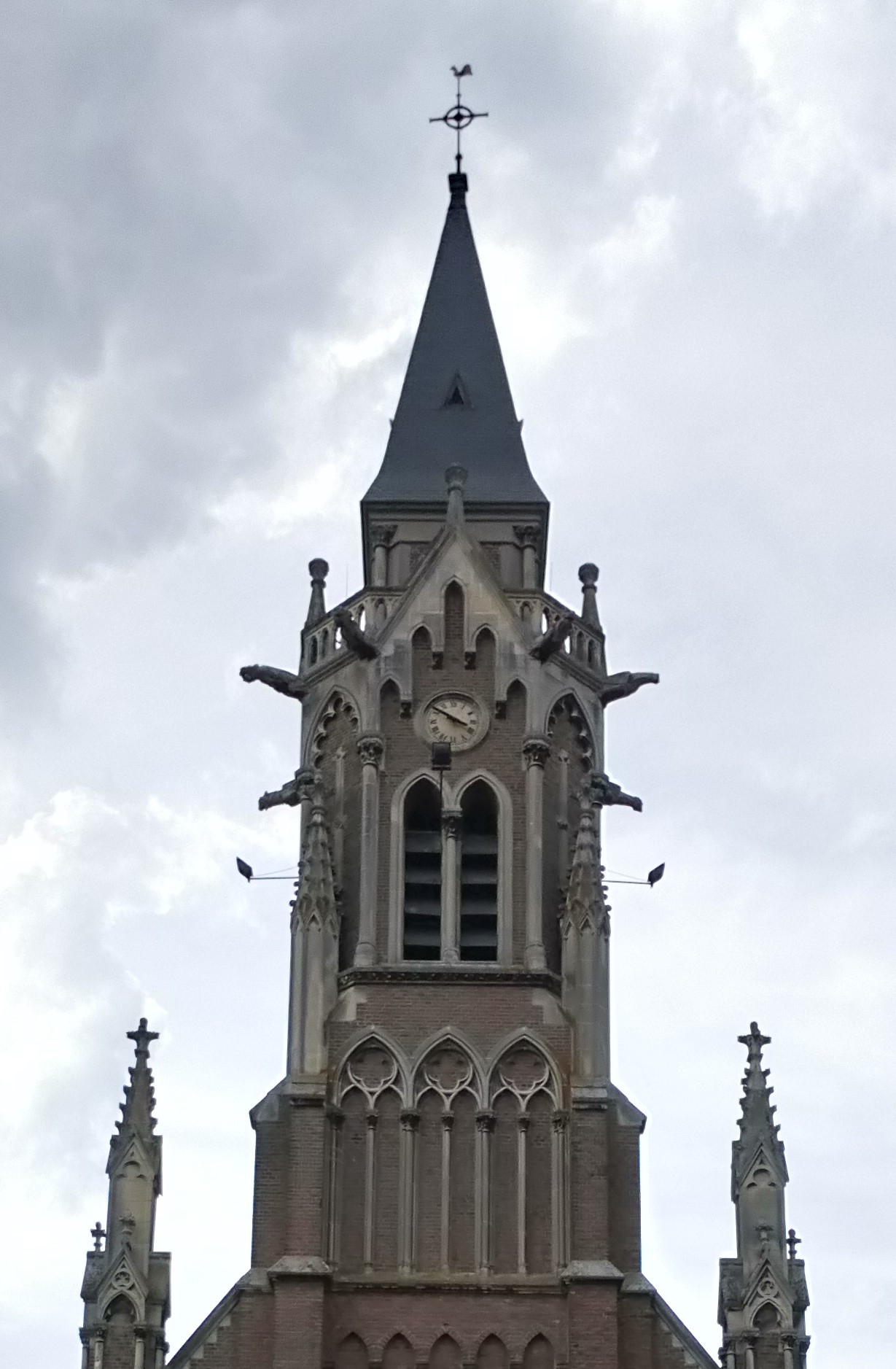
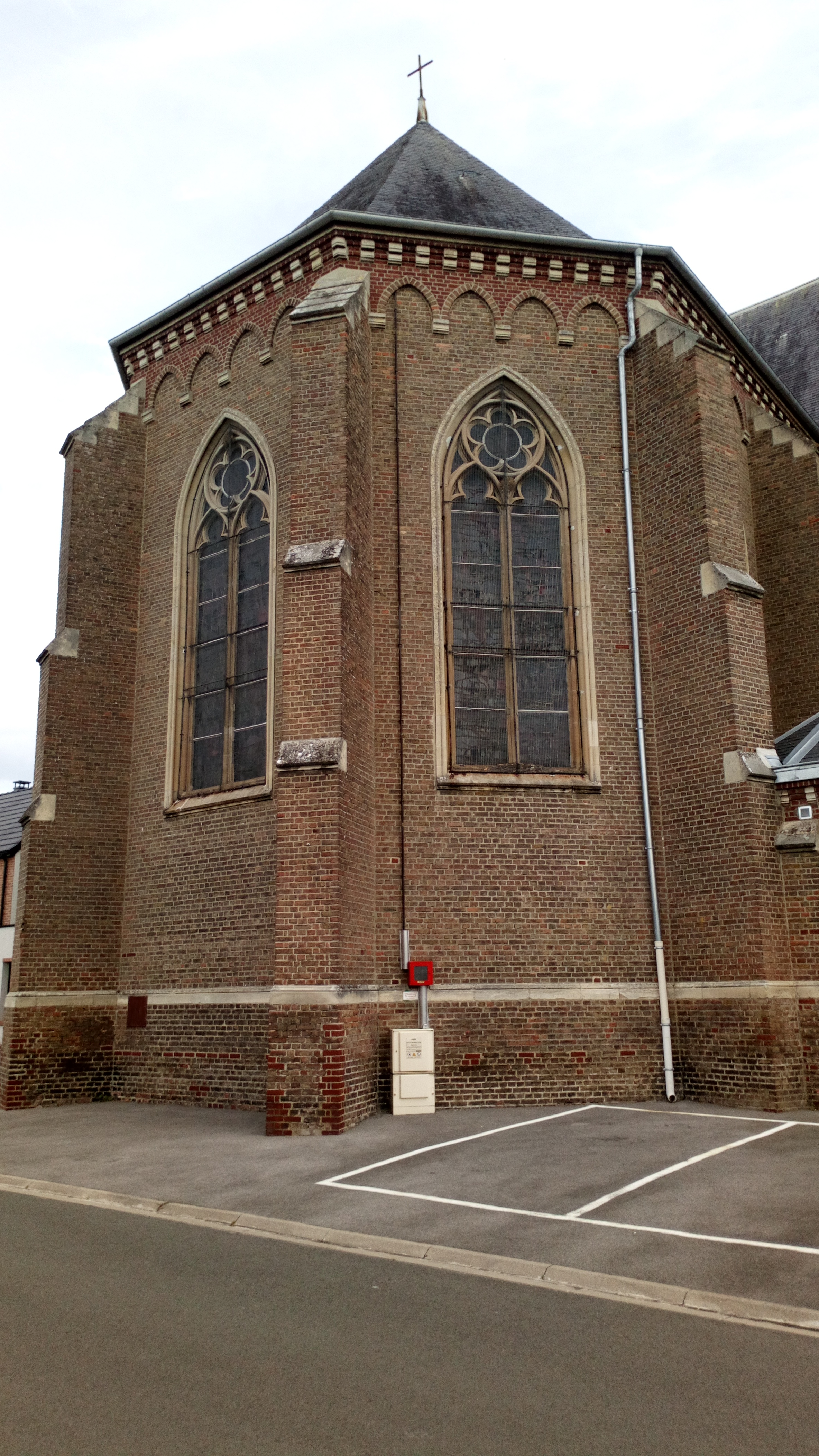
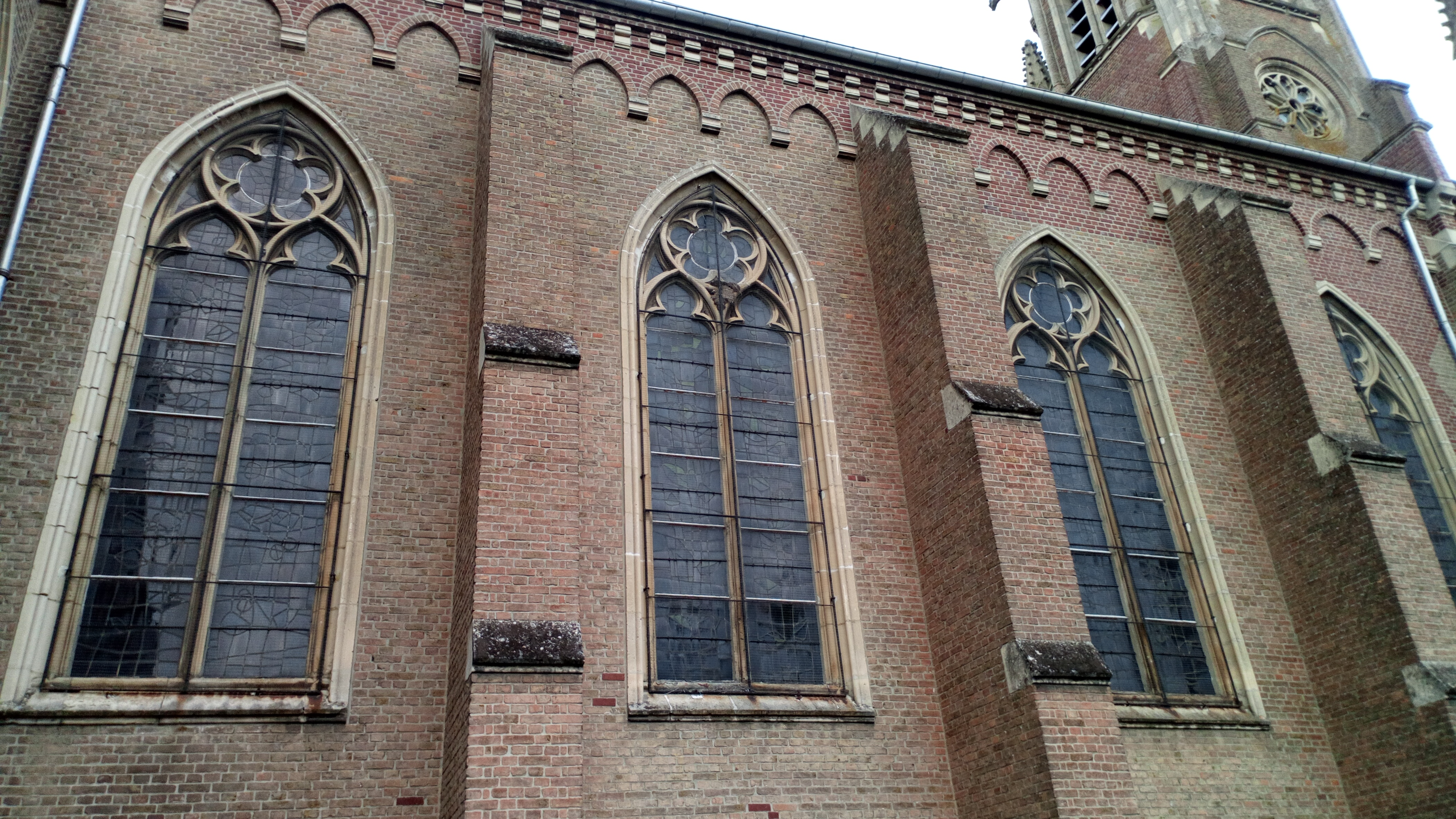